# پارامو

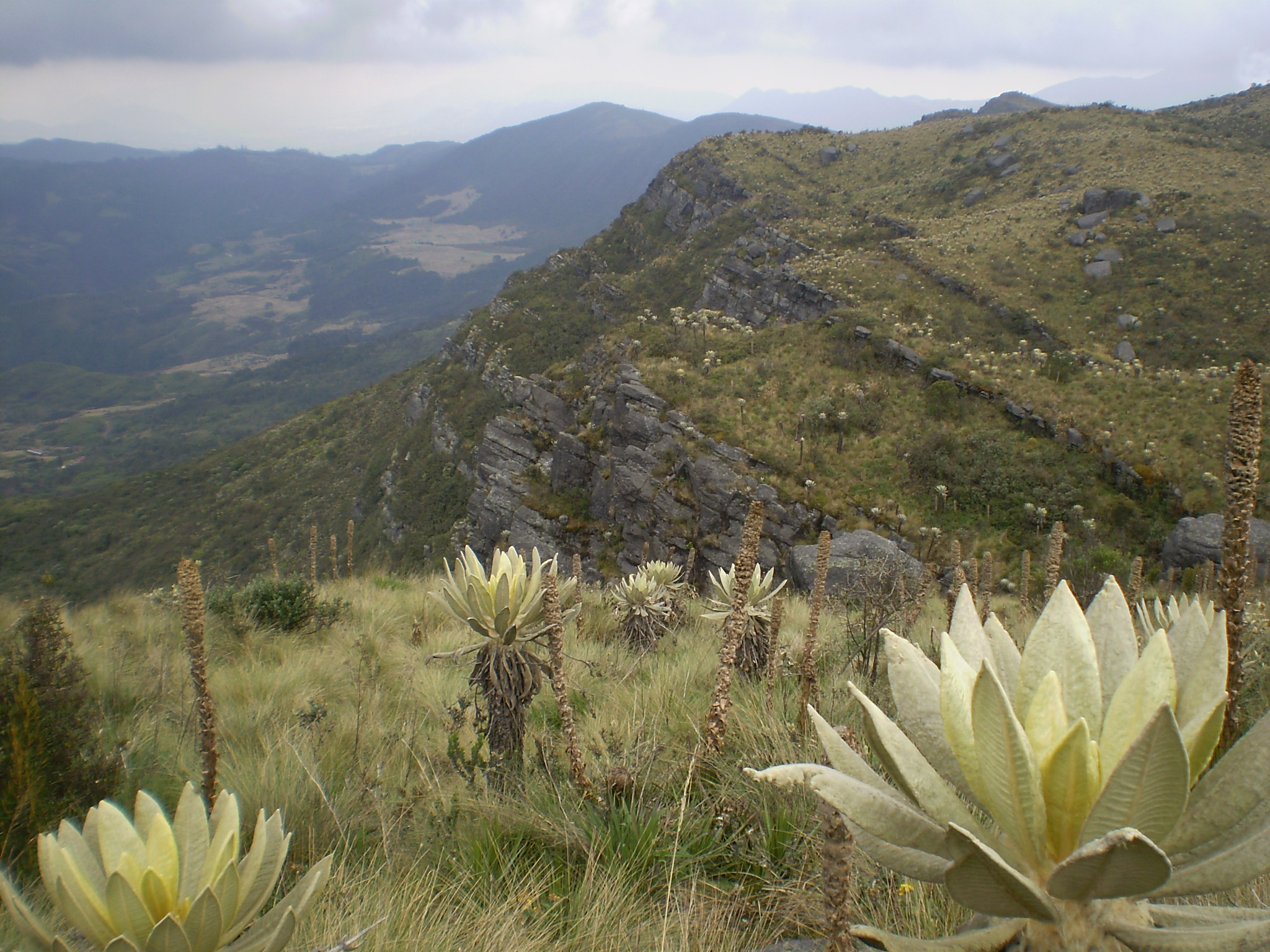
پارامو در کلمبیا

پارامو (Páramo، تلفظ در اسپانیایی: [ˈpaɾamo]) ممکن است به انواع اکوسیستم‌های توندرای کوهستانی واقع در رشته کوه آند، آمریکای جنوبی اشاره داشته باشد. برخی از بوم شناسان پارامو را به‌طور گسترده به عنوان «تمامی پوشش گیاهی مرتفع، گرمسیری و کوهستانی بالای خط جنگلی پیوسته» توصیف می‌کنند. یک اصطلاح محدودتر پارامو را بر اساس قرارگیری منطقه ای آن در شمال آند آمریکای جنوبی و مجاور جنوب آمریکای مرکزی طبقه‌بندی می‌کند. پارامو اکوسیستم مناطق بالای خط جنگل پیوسته و در عین حال زیر خط برف دائمی است. همچون پارامو "زیستگاهی از کوه‌های مرتفع نو حاره‌ای با پوشش گیاهی است که عمدتا از گیاهان، درختچه‌ها و علف‌های غول پیکر روزت تشکیل شده است". به گفته دانشمندان، پاراموها ممکن است "نقاط داغ تکاملی " باشند، به این معنی که آنها یکی از سریعترین مناطق در حال تکامل روی زمین هستند.

## موقعیت

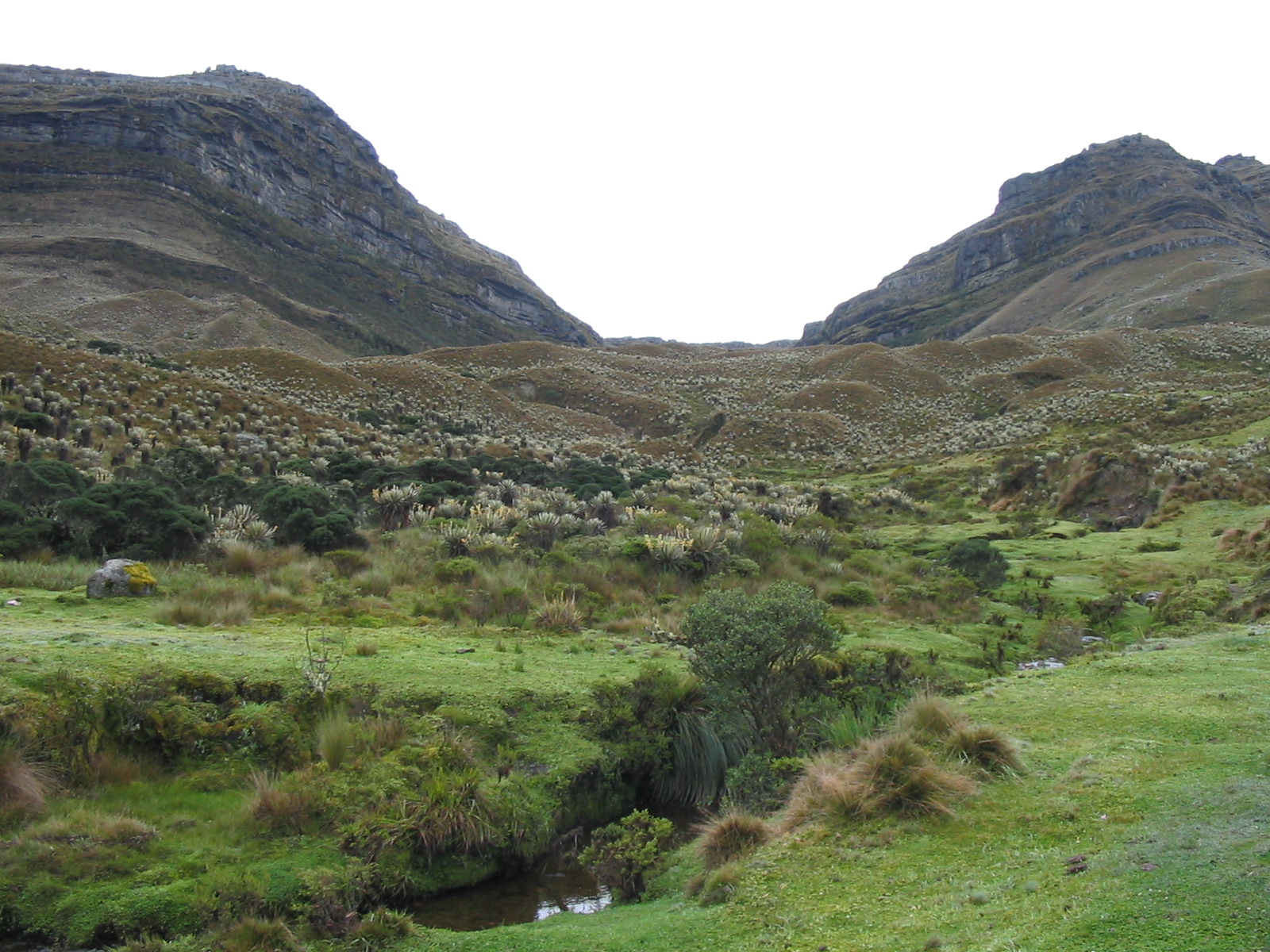
سوماپاز پارامو

منطقه بوم گردی جهانی پارامو در آند شمالی شامل مناطق بوم گردی کوردییرای مرکزی (اکوادور، پرو)، سانتا مارتا (کلمبیا)، کوردییرا د مریدا (ونزوئلا) و آند شمالی (کلمبیا، اکوادور) است. پارامو کاستاریکا در کاستاریکا و پاناما یکی دیگر از مناطق بوم گردی پارامو است. به معنای دقیق کلمه، همه اکوسیستم‌های پارامو در نوتروپیک (نو حاره‌ای)، به ویژه آمریکای جنوبی و مرکزی هستند. این اکوسیستم که در سراسر مناطق بین عرض جغرافیایی ۱۱ درجه شمالی و ۸ درجه جنوبی پراکنده شده‌اند، عمدتاً در گوشه شمال غربی آمریکای جنوبی، در کلمبیا، اکوادور، پرو و ونزوئلا قرار دارند.
اکثر اکوسیستم‌های پارامو در آند کلمبیا وجود دارند. سوماپاز پارامو، در رشته‌های شرقی رشته کوه آند کلمبیا (به فاصلهٔ حدود ۲۰ کیلومتر (۱۲ مایل) جنوب بوگوتا)، بزرگ‌ترین پارامو در جهان است. این منطقه در سال ۱۹۷۷ به دلیل اهمیت آن به عنوان کانون داغ تنوع زیستی و منبع اصلی آب برای پرجمعیت‌ترین منطقه کشور، ساوانا بوگوتا، به عنوان پارک ملی کلمبیا اعلام شد. پارک پناهگاه حیات وحش پارامو ۵٫۷-کیلومتر-مربع (۱٬۴۰۵-جریب-فرنگی) در استان سن خوزه کاستاریکا «از مناطق جنگلی استوایی در ارتفاعات بلند کوه‌های تالامانکا محافظت می‌کند».
پارک ملی کوتوپاکسی شامل ۳۲۹٫۹ کیلومتر مربع (۸۱٬۵۲۴ جریب فرنگی) زمین حفاظت شده در استان کوتوپاکسی اکوادور است. بیشتر این پارک پارامو است. گونه‌های آن شامل گل‌سپاسی‌ها، خزه‌های پنجه‌گرگی، سنبل الطیب و کاسنی‌ها گونه‌های لوریکاریا و چوکیراگا است.

## مراجع فرهنگی
فیلم «آب مقدس» محصول ۲۰۱۸ در منطقه پارامو چینگازا در کلمبیا ساخته شده است.
مستند کوتاه ۲۰۲۳، «خورشید و رعد» دربارهٔ سرخ‌پوست فعال ناسا، نورا تاکوئینز، در منطقه پارامو فیلمبرداری شده است.
فیلم سینمایی «مه ناپدید شدن» در پارامو فیلمبرداری شد.